# Stade communal de Valenza
Le Stade communal de Valenza (en italien : Stadio comunale di Valenza), également connu sous le nom de Terrain sportif communal de Valenza (en italien : Campo sportivo comunale di Valenza), est un stade de football italien situé dans la ville de Valenza, dans le Piémont.
Le stade, doté de 2 200 places et inauguré en 1912, sert d'enceinte à domicile à l'équipe de football du Valenzana Mado.

## Histoire
Le terrain ouvre ses portes en 1912 pour permettre au club du Valenzana Mado de disputer le championnat piémontais, grâce à une contribution de la municipalité et de plus de 200 personnes.
Il reste inutilisé durant la Première Guerre mondiale, puis est rénové après la fin de celle-ci en 1919 (pose du mur d'enceinte et la construction d'une tribune en bois) grâce aux fonds récoltés par la vente d'un bulletin sportif publié spécifiquement par le club.
L'inauguration du stade rénové (appelé à l'époque Terrain de Porta Alessandria, en italien : Campo di Porta Alessandria) a eu lieu le 7 septembre 1919 lors d'un amical contre la Juventus.
Une seconde phase de rénovation a lieu en 1929 à l'occasion du vingtième anniversaire de la naissance du club, encore une fois grâce à la contribution des citadins, ayant pris en charge les dépenses dues au déficit de l'équipe. Le stade se renommé alors Terrain Cappelletta (en italien : Campo Cappelletta).
À la suite des dégâts importants subis en raison de la Seconde Guerre mondiale, il est rénové par la municipalité et par le président  du clubGuido Marchese (vestiaires, billetterie, maison du gardien et mur extérieur sont construits). Il change alors une nouvelle fois de nom pour Terrain sportif communal.
Une nouvelle tribune en béton (remplaçant celle en bois) est construite à l'été 1981.